# سيميون ميلز
سيميون ميلز (بالإنجليزية: Simeon Mills) هو قاضي صلح ‏ وسياسي أمريكي، ولد في 14 فبراير 1810 في نورفولك في الولايات المتحدة، وتوفي في 1 يونيو 1895 في ماديسون في الولايات المتحدة. حزبياً، نشط في الحزب الديمقراطي. وقد انتخب عضو مجلس ولاية ويسكونسن.